# Stanko Jost
Stanko Jost, slovenski filmski režiser in scenarist, tonski mojster in prozaist, * 1944, Zibika, Štajerska, † 2022, Celje

## Življenje
Stanko Jost je osnovno šolo obiskoval v Šmarju pri Jelšah, gimnazijo pa v Celju. Študij filmske režije na AGRFT je zaradi pomanjkanja denarja pustil in se zaposlil v Celjskem gledališču, v katerem je ostal 40 let; večinoma je delal kot tonski mojster.
V intervjuju za Delo je povedal, da nikoli ni skrival svoje istospolne usmerjenosti.
Umrl je 5. 6. 2022 v Celju, pokopan pa je v rojstni Zibiki.

## Film
Kljub zaposlitvi v gledališču je prva ljubezen Stanka Josta ostal film. Posnel je deset igranih filmov, večinoma po literarnih predlogah, enajst dokumentarcev o predstavah SLG Celje in nekaj kratkih filmov.
Filma Dečki (1976) in v manjši meri tudi Slovenski Hamlet (1980), pri katerih je bil Stanko Jost režiser in scenarist, vsebujeta homoseksualno tematiko.

## Proza
Stanko Jost je pri Mohorjevi družbi izdal zbirko črtic na temo vere in otroštva Srčne besede (2009).